# Bokermannohyla sagarana
A Bokermannohyla sagarana a kétéltűek (Amphibia) osztályának békák (Anura) rendjébe és a levelibéka-félék (Hylidae) családjába tartozó faj. A fajt 2012-ben írta le Felipe Sá Fortes Leite, Tiago Leite Pezzuti és Leandro de Oliveira Drummond.

## Előfordulása
A Bokermannohyla alvarengaihoz és a Bokermannohyla itapotyhoz  hasonlító, a Bokermannohyla pseudopseudis csoportba tartozó új faj Brazília endemikus faja, az ország délkeleti részén fekvő Minas Gerais államban honos.

## Megjelenése
A Bokermannohyla sagarana közepes méretű békafaj, a hímek hossza 47,3–54,5 mm, a nőstényeké 44,5–48,6 mm. Orra tömpe, oldal- és  felülnézetből is lecsapott. Hátának mintázatát világosszürke alapon sötétszürke szabálytalan alakú foltok alkotják. Combjának felső részét teljes egészében sötétszürke derékszögű rácsozatminta borítja, mely élesen elüt a háttér világos színétől.